# Kleine praalridderwants
De kleine praalridderwants (Horvathiolus superbus) is een wants uit de familie bodemwantsen (Lygaeidae).

## Uiterlijke kenmerken
Horvathiolus superbus heeft een zwarte kop, een zwart schildje (scutellum), zwarte antennes en zwarte poten. Op het rode halsschild zijn twee grote ronde zwarte vlekken. Het hemi-elytrum (de deels verharde voorvleugel) is rood met een ronde zwarte vlek in het midden, terwijl het membraan (doorzichtig deel van de voorvleugel) zwart is met in het midden en op het eind een ronde witte vlek. Het connexivum (aan de zijkant zichtbare deel achterlijf) is rood met zwarte vlekken. Vergeleken met andere rode ridderwantsen is hij vrij klein. De lengte is 4 – 5,3 mm.

## Verspreiding en habitat
Horvathiolus superbus komt voor in het zuidelijk deel van Midden-Europa en het Middellandse Zeegebied; naar het oosten is hij verspreid tot in China. In Nederland is hij zeer zeldzaam. Hij wordt sinds 2000 bij Epen in Limburg waargenomen. Hij heeft een voorkeur voor warme, droge, steenachtige leefgebieden met spaarzame vegetatie.

## Levenswijze
Horvathiolus superbus is fytofaag en als belangrijkste waardplanten worden vingerhoedskruid (Digitalis purpurea) en engbloem (Vincetoxicum) genoemd, maar ze kan zich ook ontwikkelen op Sedum anglicum en echt bitterkruid (Picris hieracioides). In 2004 werden in Limburg de nimfen aan de vruchtjes van mannetjesereprijs (Veronica officinalis) waargenomen. De imago’s overwinteren in de strooisellaag en onder bladrozetten, zoals die van vingerhoedskruid. Paring vindt plaats van eind mei tot juli. De imago’s van de nieuwe generatie verschijnen dan in september.